# Pourquoi viens-tu si tard ?
Pour plus de détails, voir Fiche technique et Distribution.
Pourquoi viens-tu si tard ? est un film français réalisé par Henri Decoin en 1959.

## Synopsis
Un reporter photographe, Walter, subit un accident de la route qui l'oblige à prendre le train. En attendant celui-ci, il flâne dans la ville et fait la connaissance d'une très jolie femme, Catherine, aux charmes de laquelle il va succomber. Elle le ramène en voiture à Paris. Il est charmant et charmeur, un peu noceur, elle semble réservée, un peu sévère et pas dupe.Elle est avocate, pour un procès contre des négociants en vins elle a besoin de photos montrant les ravages de l'alcoolisme et engage Walter.Une idylle s'amorce mais l'ancien amant de Catherine ne veut pas laisser faire et pousse Catherine à retomber dans son addiction : l'alcool.

## Fiche technique
- Titre : Pourquoi viens-tu si tard ?
- Réalisation : Henri Decoin, assisté de Pierre Rissient
- Scénario : Henri Decoin, Pierre Roustang et Albert Valentin
- Dialogues : Michel Audiard
- Décors : Lucien Aquettand
- Costumes : Tanine Autré
- Photographie : Christian Matras
- Monteur : Claude Durand
- Son : Robert Teisseire
- Musique : Charles Aznavour
- Production : Ulysse Productions
- Pays  :  France
- Genre : Drame
- Durée : 100 minutes
- Date de sortie : 
  - France - 6 mai 1959

## Distribution
- Michèle Morgan : Catherine Ferrer, une avocate qui a connu par le passé des problèmes d'alcoolisme
- Henri Vidal : Walter Hermelin, un reporter-photo qui s'éprend d'elle
- Claude Dauphin : René Dargillière, un chroniqueur TV à succès, l'ancien amant de Catherine
- Francis Blanche : Camille, le patron de l'hôtel de l'Espérance
- Colette Richard : Julie, la patronne de l'hôtel de l'Espérance
- Marc Cassot : le psychiatre de la clinique
- Pierre-Louis : le président du tribunal
- Robert Dalban : le camelot en vins du Petit Joyeux
- Jean Claudio : le grand-duc russe Fédor Norichine
- Evelyne Aznavour : la secrétaire
- Albert Médina : Joseph Ackermann
- Geymond Vital : Maître Augier, l'avocat général
- Charles Aznavour : un danseur
- Gabrielle Fontan : Mme Arduin, la mère du jeune homme qui a tué son père
- Sylvain Lévignac : le barman Chez Temporel
- Catherine Langeais : elle-même, la speakerine TV
- Albert Michel : un gendarme
- Dominique Zardi : un danseur, un homme dans la rue
- Lisa Jouvet
- Henri Marchand
- Lutz Gabor : un des responsables viticulteurs
- Claude Mercutio : le télégraphiste
- Noël Darzal
- Jean Sylvère : l'ivrogne qui reçoit les cailloux
- Françoise Rasquin